# Emil Hegle Svendsen
Emil Hegle Svendsen (* 12. Juli 1985 in Trondheim) ist ein ehemaliger norwegischer Biathlet und Olympiasieger im Biathlon.

## Karriere
Er gewann insgesamt vier Junioren-Weltmeistertitel (2004 in Haute-Maurienne in der Verfolgung und im Staffelrennen sowie 2005 in Kontiolahti im Einzelrennen und im Sprint).

### Anfänge im Biathlon-Weltcup
In der Saison 2005/06 nahm er erstmals an Weltcup-Rennen teil und konnte dabei als beste Platzierung drei fünfte Plätze erreichen, zwei davon jeweils im Sprint über 10 km in Brezno-Osrblie und Ruhpolding sowie einen im 15-km-Massenstartrennen am Holmenkollen in Oslo. Seine erste Weltcup-Saison, in der er an zwölf der 26 ausgetragenen Einzelwettkämpfe teilnahm, schloss Svendsen als 22. der Weltcup-Gesamtwertung ab. Bei den Olympischen Winterspielen 2006 in Turin wurde er für das 15-km-Massenstartrennen in San Sicario nominiert, das er überraschend als Sechster beendete.

### Erste Podestplätze und erste WM-Medaillen
In der Saison 2006/07 erreichte er mit dem zweiten Platz beim Massenstart in Ruhpolding sowie zwei dritten Rängen in den Sprints von Ruhpolding und Pokljuka seine ersten Podestplatzierungen.
Bei den Weltmeisterschaften 2007 in Antholz gewann er mit Bronze in der Mixed-Staffel seine erste Medaille bei den Senioren. Am 13. Dezember 2007 gelang Svendsen im 20-km-Einzelrennen von Pokljuka sein erster Sieg in einem Weltcup-Rennen. Bei den Weltmeisterschaften 2008 im schwedischen Östersund wurde er Weltmeister im Einzelrennen sowie beim Massenstart und gewann zudem mit der norwegischen Staffel die Silbermedaille. In der Weltcup-Gesamtwertung waren seine bisher besten Resultate zwei dritte Plätze, die er in der Saison 2007/08 hinter seinem Landsmann Ole Einar Bjørndalen und dem Russen Dmitri Jaroschenko und 2008/09 hinter Bjørndalen und dem Polen Tomasz Sikora belegte.

### Doppelolympiasieg und Weltcupgesamtsieg 2009/10

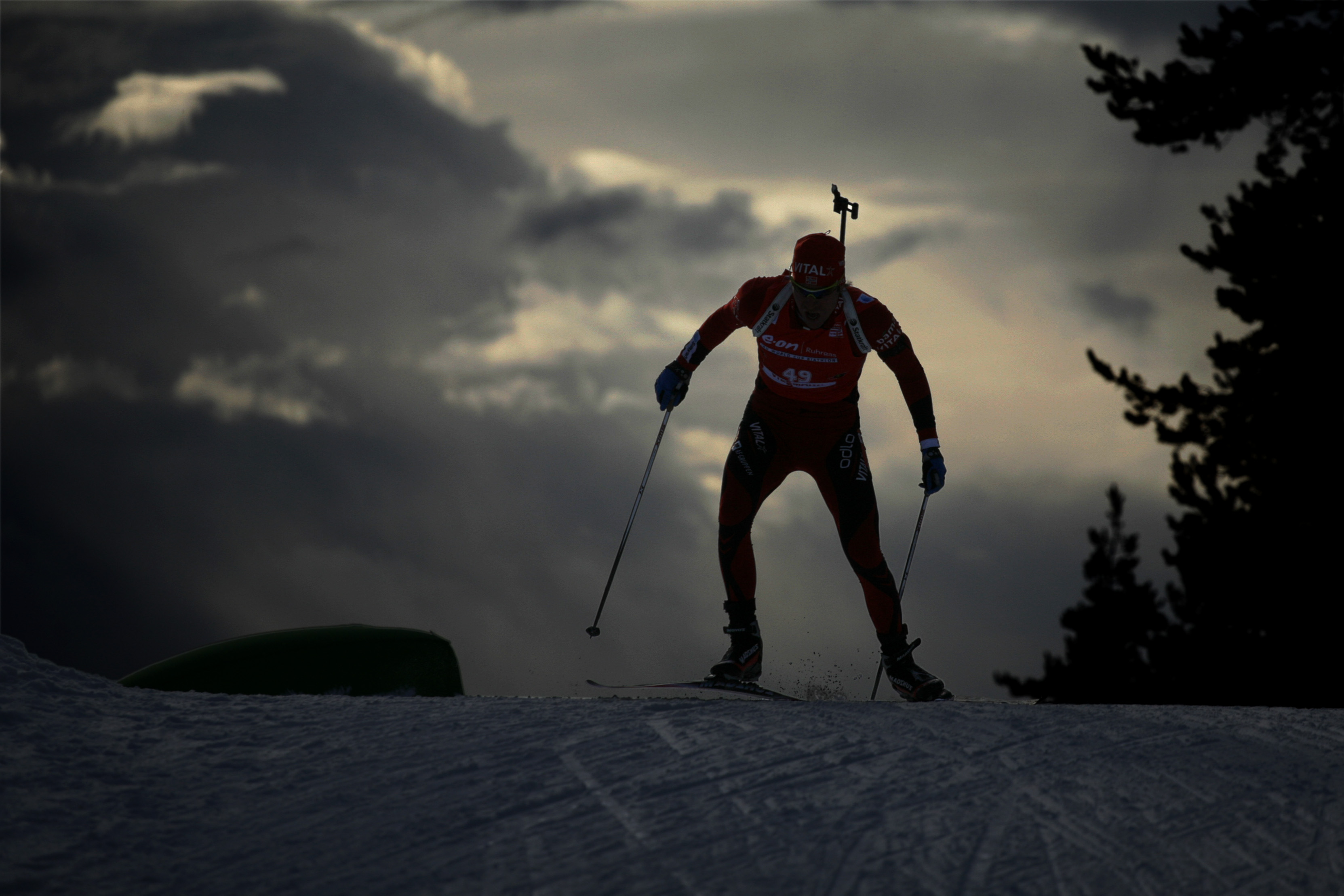
Svendsen in Kontiolahti, 2010

In den Olympiawinter 2009/10 startete Svendsen mit einem Sieg im Einzel von Östersund und übernahm das Gelbe Trikot des Gesamtweltcupführenden. Zwei Tage später wurde er hinter Bjørndalen Zweiter im Sprint. Im Verlauf der Saison gewann er die Verfolgung in Hochfilzen, den Sprint und den Massenstart in Oberhof.
Bei den Olympischen Winterspielen 2010 in Vancouver gewann er hinter dem Franzosen Vincent Jay die Silbermedaille im Sprint über 10 km. Beim anschließenden Verfolgungsrennen über 12,5 km belegte er den achten Platz. Den zu diesem Zeitpunkt größten Erfolg seiner Karriere feierte Emil Hegle Svendsen, als er vor Ole Einar Bjørndalen und Sjarhej Nowikau, die sich den zweiten Platz teilten, die Goldmedaille im Einzel über 20 km gewann. Zusammen mit seinen Landsmännern Bjørndalen, Halvard Hanevold und Tarjei Bø gewann er auch die Männerstaffel und krönte sich somit zum Doppelolympiasieger von Vancouver. Der Sieg im Gesamtweltcup rundete die bisher erfolgreichste Weltcup-Saison des Norwegers ab.

### Die nacholympische Saison 2010/11
In der neuen Saison 2010/11 begann er – wie schon im Jahr zuvor – mit einem Sieg im Einzel von Östersund. Auch den Sprint gewann er, in der Verfolgung wurde er Zweiter. Bei den darauffolgenden Rennen musste er sich mit Resultaten jenseits der Podestplätze zufriedengeben und verlor die Führung im Gesamtweltcup an seinen jungen Landsmann Tarjei Bø. Mit einem zweiten Platz im Massenstart von Oberhof und einem Sieg im Einzel von Ruhpolding meldete er sich jedoch im Kampf um den Gesamtweltcup zurück. Im Sprint und in der Verfolgung von Fort Kent siegte er erneut. Bei den Weltmeisterschaften im russischen Chanty-Mansijsk gewann er Silber in der Verfolgung, sowie Gold im Massenstart und mit der Staffel. Zum Ende der Saison gewann er noch die Verfolgung und den Massenstart bei seinen Heimrennen in Oslo, verlor jedoch den Kampf um den Gesamtweltcup um fünf Punkte gegen Bø. Somit wurde er Zweiter vor dem Franzosen Martin Fourcade, der sich in den darauffolgenden Jahren zu seinem ärgsten Konkurrenten entwickeln sollte.

### Weltcup 2011/12
Die Saison 2011/12 begann für ihn mit zwei Podestplätzen in Östersund. Im weiteren Verlauf des WM-Winters gewann er die Verfolgung in Hochfilzen, den Sprint in Nové Město na Moravě, wie im Vorjahr den Massenstart von Oslo und das Abschlussrennen, den Massenstart in Chanty-Mansijsk. Bei den Weltmeisterschaften in Ruhpolding gewann er Silber im Sprint und erneut Gold in der Staffel, verlor jedoch den Titel im Massenstart an Fourcade. Vor allem gegen Ende der Saison hatte Svendsen zumeist keine Chance mehr gegen den Franzosen und so beendete er die Saison erneut auf dem zweiten Gesamtrang, noch vor den beiden Deutschen Andreas Birnbacher und Arnd Peiffer.

### Triumph bei den Weltmeisterschaften in Nové Město na Moravě
Auch im Weltcup 2012/13 zeigte Svendsen durchgehend Leistungen auf hohem Niveau. Allerdings konnte er bis auf die Verfolgung in Pokljuka bis zu den Weltmeisterschaften in dieser Saison kein Weltcup-Rennen gewinnen und stand im Schatten Martin Fourcades, der als Topfavorit zum Saisonhöhepunkt in Nové Město na Moravě reiste. Dort drehte Svendsen den Spieß um und ließ Fourcade sowohl im Sprint- als auch im Verfolgungsrennen knapp hinter sich. Auch in den beiden Staffelwettbewerben konnte er die Goldmedaille erringen. Nachdem er das Einzelrennen über 20 km krankheitsbedingt verpasst hatte, gelang ihm mit Bronze im abschließenden Massenstartwettbewerb der Gewinn der nunmehr fünften Medaille. Er war damit der erfolgreichste Biathlet dieser Weltmeisterschaften. Nach dem Saisonhöhepunkt verpasste Svendsen die weiteren Rennen am heimischen Holmenkollen sowie die Testwettbewerbe für Olympia im russischen Sotschi, sodass er im Kampf um den Gesamtweltcup Fourcade erneut ziehen lassen musste.

### Erneuter Doppelolympiasieg 2014
Nachdem die ersten Rennen der Saison eher mäßig für Svendsen verliefen, konnte er im weiteren Saisonverlauf bereits einige Weltcuprennen gewinnen. Aus taktischen Gründen ließ er einige Rennen im Hinblick auf die anstehenden Olympischen Winterspiele in Sotschi aus, um beim Saisonhöhepunkt seine Höchstleistung abrufen zu können. Die ersten olympischen Rennen verliefen jedoch eher enttäuschend. Erst im letzten Einzelrennen, dem Massenstart, konnte er im Zielsprint vor seinem Dauerkontrahenten Fourcade triumphieren. Im erstmals bei diesen Spielen ausgetragenen Mixed-Wettbewerb gewann Svendsen zusammen mit Tora Berger, Tiril Eckhoff und Bjørndalen seine zweite Goldmedaille und wiederholte somit seinen Doppeltriumph von Vancouver 2010. Den erhofften Olympiasieg in der Staffel der Männer vergab Svendsen beim letzten Schießen, die norwegische Mannschaft erreichte am Ende den vierten Platz. Zum vierten Mal in Folge wurde Svendsen Zweiter im Gesamtweltcup.

### Übergangsjahr 2014/15
Die Weltcup-Saison 2014/15 begann für Svendsen in Östersund erneut stark. Nach einem Sieg und einem weiteren Platz auf dem Podest übernahm Svendsen zunächst das Gelbe Trikot des Gesamtführenden, das er im Laufe der Saison jedoch nach mäßigen Ergebnissen wieder an Martin Fourcade abgeben musste. Im Gesamtweltcup verlor er immer mehr an Boden und fiel so weit zurück, dass er erstmals seit langem nicht mehr der bestplatzierte Norweger im Weltcup war, nachdem der junge Johannes Thingnes Bø erneut stark aufgetrumpft hatte. Auch bei den in diesem Jahr anstehenden Weltmeisterschaften in Kontiolahti galt er erstmals nicht als Favorit. So gab man in der Mixed-Staffel auch den Bø-Brüdern den Vorzug. Auch im Sprint und in der Verfolgung gelang ihm nicht der Sprung aufs Podest. Erst im Einzelrennen erreichte der Norweger mit einer fehlerfreien Schießleistung seine beste Einzelleistung und gewann hinter Martin Fourcade Silber. Zusammen mit Johannes und Tarjei Bø sowie Bjørndalen gewann er hinter Deutschland abermals Silber. Es war die erste WM seit 2008, die Svendsen ohne Titel beendete. Die Verfolgung von Chanty-Mansijsk beendete er wegen schlechten Materials nicht.
In der Saison 2015/16 kam er in der Weltcup-Gesamtwertung am Ende auf den 10. Platz, wozu auch einige Podestplatzierungen beitrugen. Im Verfolgungsweltcup belegt er sogar den 7. Platz. Bei den Weltmeisterschaften 2016 in Oslo kam er im Sprint der Männer nur auf den 17. Platz, konnte sich aber in der Verfolgung bis auf Rang 3 vorarbeiten. Dazu gewann er mit der Staffel noch die Goldmedaille für Norwegen.

### Saison 2016/17
Diese Saison lief wieder besser als die vorherige. Sie brachte ihm wieder mehrere Podestplätze ein, wobei zwei zweite Plätze und ein dritter Platz in den Verfolgungsrennen herausragten. Dies brachte ihn in der Gesamtwertung auf Platz 7 und im Verfolgungsweltcup auf Platz 5. Dazu kam noch ein dritter Platz im Sprintweltcup. Bei den Weltmeisterschaften 2017 in Hochfilzen kam er aber in den Einzelrennen nicht unter die besten 20. Auch mit der Staffel reichte es nur zum 8. Platz.

### Dritte olympische Saison 2017/18

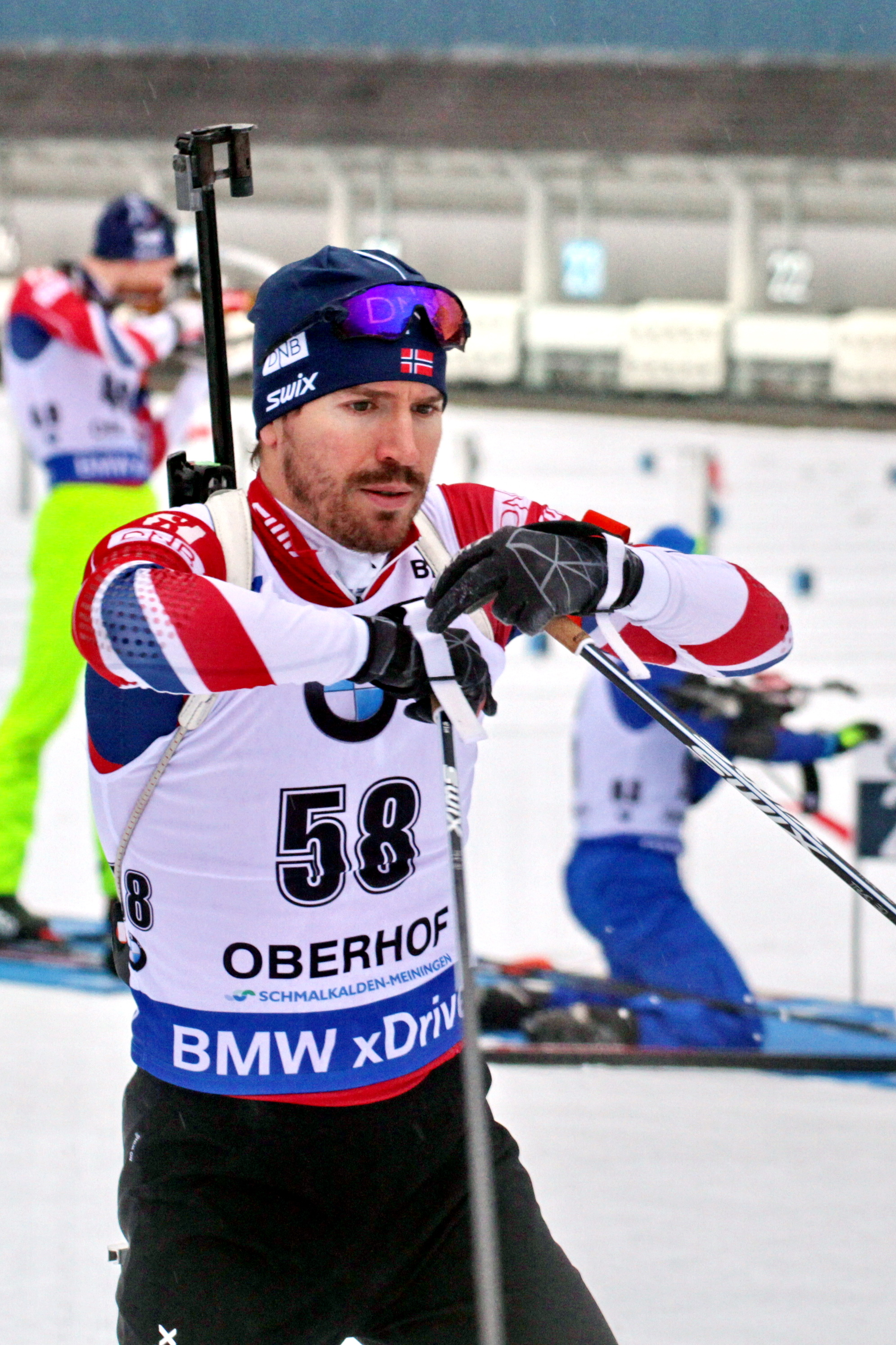
Svendsen in Oberhof im Januar 2018

Sein Einstieg in seine letzte Weltcupsaison verlief durchaus zufriedenstellend mit einem 11. Platz im Einzel, sowie einen 4. Platz jeweils in Sprint und Verfolgung in Östersund. Die beiden nächsten Stationen musste er allerdings auslassen, erst in Oberhof konnte er wieder teilnehmen (Platz 2 im Sprint und Platz 4 in der Verfolgung). In Ruhpolding kam er überhaupt nicht zurecht und auch in Antholz lief es mit Platz 32 im Sprint auch recht schlecht, allerdings konnte er sich hier im Verfolger noch auf den 5. Platz vorarbeiten. Auch im Massenstart konnte er mit Platz 7 durchaus überzeugen. Bei den Olympischen Winterspielen kam er im Sprint auf den 18. Platz, im anschließenden Verfolgungsrennen fiel er auf den 20. Platz zurück. Im Massenstart holte er aber nochmal eine Bronzemedaille hinter Martin Fourcade und Simon Schempp. Vorher hatte er im Einzel noch den 10. Platz erreicht. Zum Abschluss erreichte er mit der norwegischen Männerstaffel noch die Silbermedaille, nachdem er in der Mixed-Staffel ebenfalls schon Silber gewonnen hatte.
Im April 2018 beendete Svendsen seine Karriere als aktiver Biathlet.

## Bilanz
Mit seinen Erfolgen bei den Weltmeisterschaften in Nové Město 2013 stieg Svendsen zum erfolgreichsten Biathleten bei Weltmeisterschaften hinter Ole Einar Bjørndalen und später auch Martin Fourcade auf. Zudem gewann Svendsen auf allen Einzelstrecken und bei beiden Staffelwettbewerben jeweils mindestens einen WM-Titel. Dies gelang außer ihm lediglich Bjørndalen. Seine Konstanz spiegelte sich besonders an den Ergebnissen des Gesamtweltcups wider. Er gewann den Weltcup zwar nur einmal, lag am Ende der Saison jedoch in den Jahren von 2007/08 bis 2013/14 immer mindestens auf Rang drei. Mit seinen 37 Weltcupsiegen liegt er in der ewigen Bestenliste hinter Bjørndalen, Martin Fourcade, J.T. Boe und Raphaël Poirée auf Rang fünf.

## Sonstiges
2012 erhielt Emil Hegle Svendsen gemeinsam mit Magdalena Neuner die Holmenkollen-Medaille. Emil Svendsen ist des Weiteren nicht verwandt mit der etwa gleichaltrigen norwegischen Biathletin Julie Bonnevie-Svendsen.

## Statistiken

### Weltcupplatzierungen
Die Tabelle zeigt alle Platzierungen (je nach Austragungsjahr einschließlich Olympische Spiele und Weltmeisterschaften).
- 1.–3. Platz: Anzahl der Podiumsplatzierungen
- Top 10: Anzahl der Platzierungen unter den ersten zehn (einschließlich Podium)
- Punkteränge: Anzahl der Platzierungen innerhalb der Punkteränge (einschließlich Podium und Top 10)
- Starts: Anzahl gelaufener Rennen in der jeweiligen Disziplin
- Staffel: inklusive Mixed- und Single-Mixed-Staffeln

| Platzierung         | Einzel | Sprint | Verfolgung | Massenstart | Staffel | Gesamt |
| ------------------- | ------ | ------ | ---------- | ----------- | ------- | ------ |
| 1. Platz            | 8      | 11     | 12         | 6           | 24      | 61     |
| 2. Platz            | 2      | 8      | 8          | 3           | 10      | 31     |
| 3. Platz            | 1      | 12     | 8          | 7           | 6       | 34     |
| Top 10              | 15     | 59     | 54         | 32          | 51      | 211    |
| Punkteränge         | 24     | 91     | 73         | 52          | 52      | 292    |
| Starts              | 27     | 97     | 76         | 52          | 52      | 304    |
| Stand: Karriereende |        |        |            |             |         |        |

### Weltcupsiege

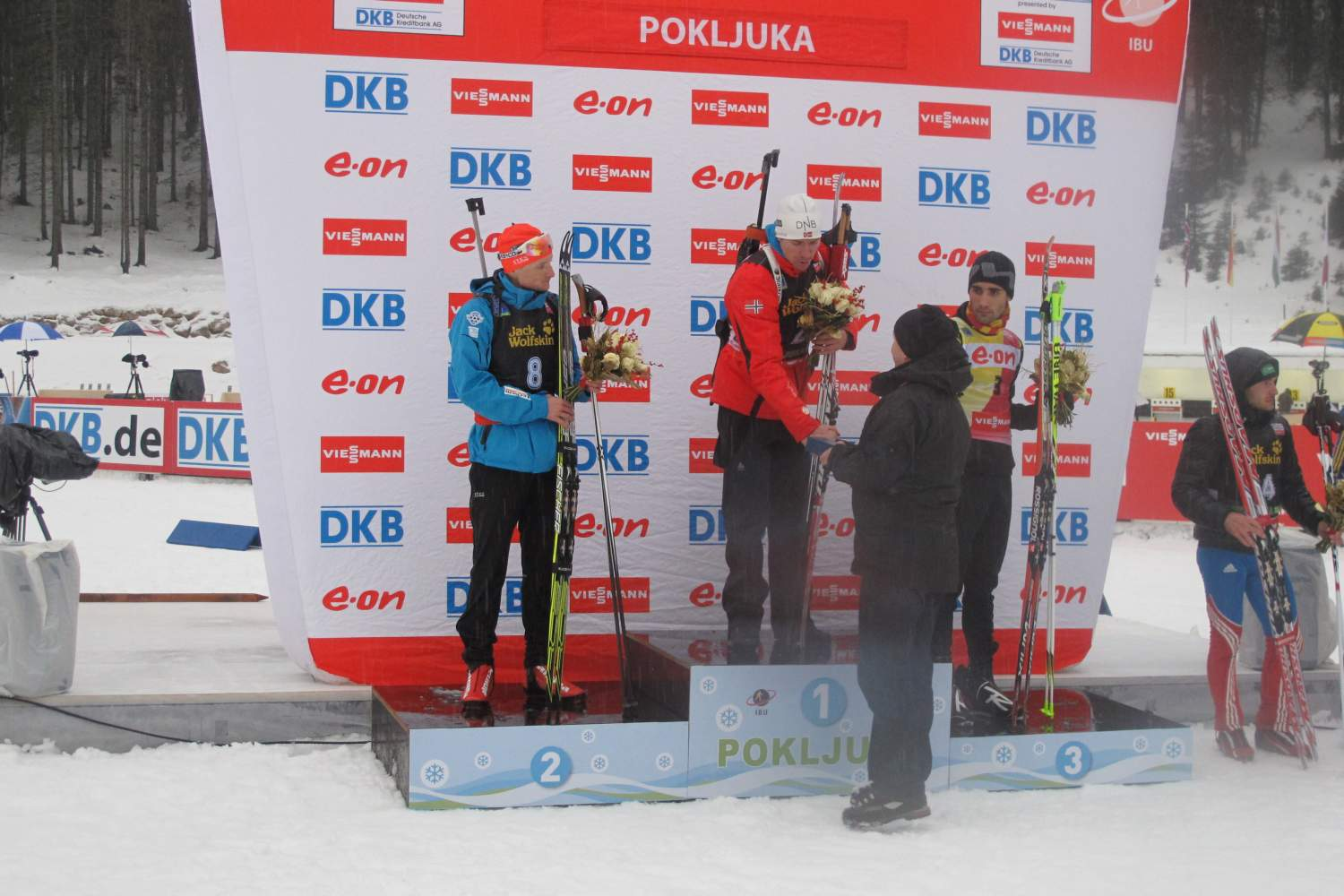
Siegerehrung des Verfolgungsrennens im Dezember 2012 auf der Pokljuka-Hochebene; Svendsen vor Moravec und Fourcade

Anmerkung: Im Biathlonsport gehören Rennen bei den Olympischen Spielen von 1998 bis 2010 (OS) und alle Weltmeisterschaften (WM) seit 1994 zum Weltcup.
| Nr. | Datum         | Ort                       | Disziplin   |
| --- | ------------- | ------------------------- | ----------- |
| 1.  | 13. Dez. 2007 | Pokljuka                  | Einzel      |
| 2.  | 14. Feb. 2008 | Östersund (WM)            | Einzel      |
| 3.  | 17. Feb. 2008 | Östersund (WM)            | Massenstart |
| 4.  | 27. Feb. 2008 | Pyeongchang               | Sprint      |
| 5.  | 08. Mär. 2008 | Chanty-Mansijsk           | Verfolgung  |
| 6.  | 13. Mär. 2008 | Oslo                      | Sprint      |
| 7.  | 06. Dez. 2008 | Östersund                 | Sprint      |
| 8.  | 12. Dez. 2008 | Hochfilzen                | Sprint      |
| 9.  | 13. Dez. 2008 | Hochfilzen                | Verfolgung  |
| 10. | 23. Jan. 2009 | Antholz                   | Sprint      |
| 11. | 28. Mär. 2009 | Chanty-Mansijsk           | Verfolgung  |
| 12. | 03. Dez. 2009 | Östersund                 | Einzel      |
| 13. | 12. Dez. 2009 | Hochfilzen                | Verfolgung  |
| 14. | 14. Jan. 2010 | Ruhpolding                | Sprint      |
| 15. | 16. Jan. 2010 | Ruhpolding                | Massenstart |
| 16. | 18. Feb. 2010 | Vancouver (OS)            | Einzel      |
| 17. | 02. Dez. 2010 | Östersund                 | Einzel      |
| 18. | 04. Dez. 2010 | Östersund                 | Sprint      |
| 19. | 12. Jan. 2011 | Ruhpolding                | Einzel      |
| 20. | 10. Feb. 2011 | Fort Kent                 | Sprint      |
| 21. | 12. Feb. 2011 | Fort Kent                 | Verfolgung  |
| 22. | 12. Mär. 2011 | Chanty-Mansijsk (WM)      | Massenstart |
| 23. | 19. Mär. 2011 | Oslo                      | Verfolgung  |
| 24. | 20. Mär. 2011 | Oslo                      | Massenstart |
| 25. | 10. Dez. 2011 | Hochfilzen                | Verfolgung  |
| 26. | 14. Jan. 2012 | Nové Město na Moravě      | Sprint      |
| 27. | 05. Feb. 2012 | Oslo                      | Massenstart |
| 28. | 18. Mär. 2012 | Chanty-Mansijsk           | Massenstart |
| 29. | 15. Dez. 2012 | Pokljuka                  | Verfolgung  |
| 30. | 09. Feb. 2013 | Nové Město na Moravě (WM) | Sprint      |
| 31. | 10. Feb. 2013 | Nové Město na Moravě (WM) | Verfolgung  |
| 32. | 03. Jan. 2014 | Oberhof                   | Sprint      |
| 33. | 04. Jan. 2014 | Oberhof                   | Verfolgung  |
| 34. | 11. Jan. 2014 | Ruhpolding                | Einzel      |
| 35. | 12. Jan. 2014 | Ruhpolding                | Verfolgung  |
| 36. | 03. Dez. 2014 | Östersund                 | Einzel      |
| 37. | 20. Dez. 2014 | Pokljuka                  | Verfolgung  |

| Nr. | Datum         | Ort                  | Disziplin        |
| --- | ------------- | -------------------- | ---------------- |
| 1.  | 17. Dez. 2006 | Hochfilzen           | Staffel 1        |
| 2.  | 11. Jan. 2007 | Ruhpolding           | Staffel 2        |
| 3.  | 9. Dez. 2007  | Hochfilzen           | Staffel 3        |
| 4.  | 4. Jan. 2008  | Oberhof              | Staffel 3        |
| 5.  | 10. Jan. 2008 | Ruhpolding           | Staffel 4        |
| 6.  | 15. Jan. 2009 | Ruhpolding           | Staffel 3        |
| 7.  | 22. Feb. 2009 | Pyeongchang (WM)     | Staffel 5        |
| 8.  | 7. Jan. 2010  | Oberhof              | Staffel 6        |
| 9.  | 26. Feb. 2010 | Vancouver (OS)       | Staffel 6        |
| 10. | 12. Dez. 2010 | Hochfilzen           | Staffel 7        |
| 11. | 11. Mär. 2011 | Chanty-Mansijsk (WM) | Staffel 7        |
| 12. | 11. Dez. 2011 | Hochfilzen           | Staffel 8        |
| 13. | 1. Mär. 2012  | Ruhpolding (WM)      | Mixed-Staffel 9  |
| 14. | 9. Mär. 2012  | Ruhpolding (WM)      | Staffel 10       |
| 15. | 7. Feb. 2013  | Nové Město (WM)      | Mixed-Staffel 11 |
| 16. | 16. Feb. 2013 | Nové Město (WM)      | Staffel 12       |
| 17. | 7. Dez. 2013  | Hochfilzen           | Staffel 13       |
| 18. | 19. Feb. 2014 | Sotschi (OS)         | Mixed-Staffel 14 |
| 19. | 15. Jan. 2015 | Ruhpolding           | Staffel 15       |
| 20. | 25. Jan. 2015 | Antholz              | Staffel 16       |
| 21. | 15. Jan. 2016 | Ruhpolding           | Staffel 16       |
| 22. | 12. Mär. 2016 | Oslo (WM)            | Staffel 16       |
| 23. | 11. Jan. 2017 | Ruhpolding           | Staffel 17       |
| 24. | 26. Nov. 2017 | Östersund            | Mixed-Staffel 18 |
| 25. | 12. Jan. 2018 | Ruhpolding           | Staffel 19       |

### Weltcupwertungen
- 1 × Gewinner des Gesamtweltcups (2009/10)
- 3 × Platz 2 (2010/11, 2011/12, 2012/13)
- 2 × Platz 3 (2007/08, 2008/09)

### Weltmeisterschaften

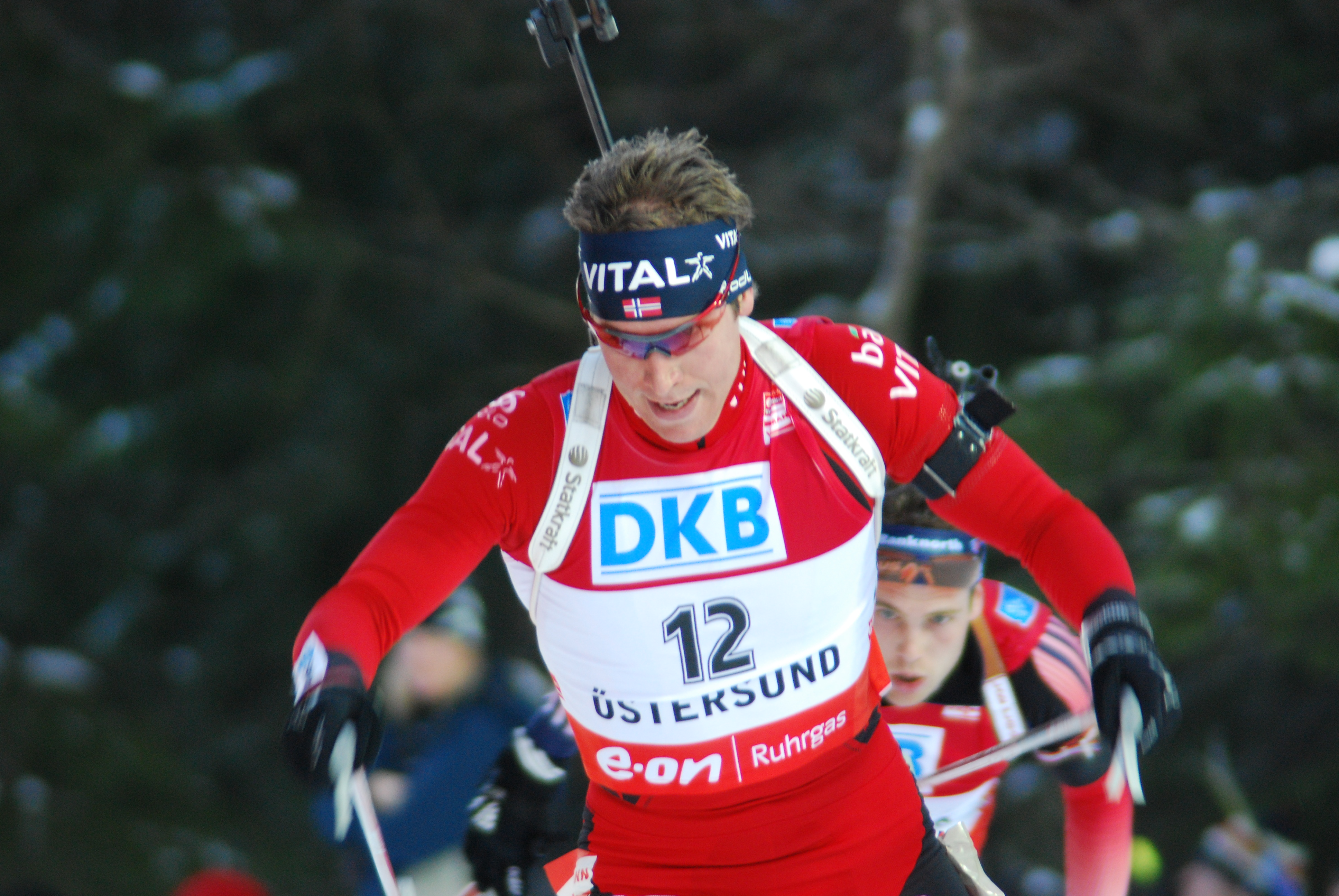
Svendsen während des Verfolgungsrennens bei den Weltmeisterschaften 2008 in Östersund

Ergebnisse bei Biathlon-Weltmeisterschaften:
| Weltmeisterschaften | Weltmeisterschaften               | Einzel | Sprint | Verfolgung | Massenstart | Staffel | Mixedstaffel |
| Jahr                | Ort                               | Einzel | Sprint | Verfolgung | Massenstart | Staffel | Mixedstaffel |
| ------------------- | --------------------------------- | ------ | ------ | ---------- | ----------- | ------- | ------------ |
| 2007                | Antholz                           | –      | 7.     | 5.         | –           | –       | 3.           |
| 2008                | Östersund                         | 1.     | 12.    | 12.        | 1.          | 2.      | –            |
| 2009                | Pyeongchang                       | DNS    | –      | –          | 12.         | 1.      | –            |
| 2010                | Chanty-Mansijsk (Mixedstaffel-WM) |        |        |            |             |         | 2.           |
| 2011                | Chanty-Mansijsk                   | 4.     | 5.     | 2.         | 1.          | 1.      | –            |
| 2012                | Ruhpolding                        | 8.     | 2.     | 5.         | 18.         | 1.      | 1.           |
| 2013                | Nové Město                        |        | 1.     | 1.         | 3.          | 1.      | 1.           |
| 2015                | Kontiolahti                       | 2.     | 36.    | 19.        | 15.         | 2.      | –            |
| 2016                | Oslo                              | 32.    | 17.    | 3.         | 28.         | 1.      |              |
| 2017                | Hochfilzen                        | 27.    | 36.    | DNS        | 28.         | 8.      | 8.           |

### Olympische Winterspiele

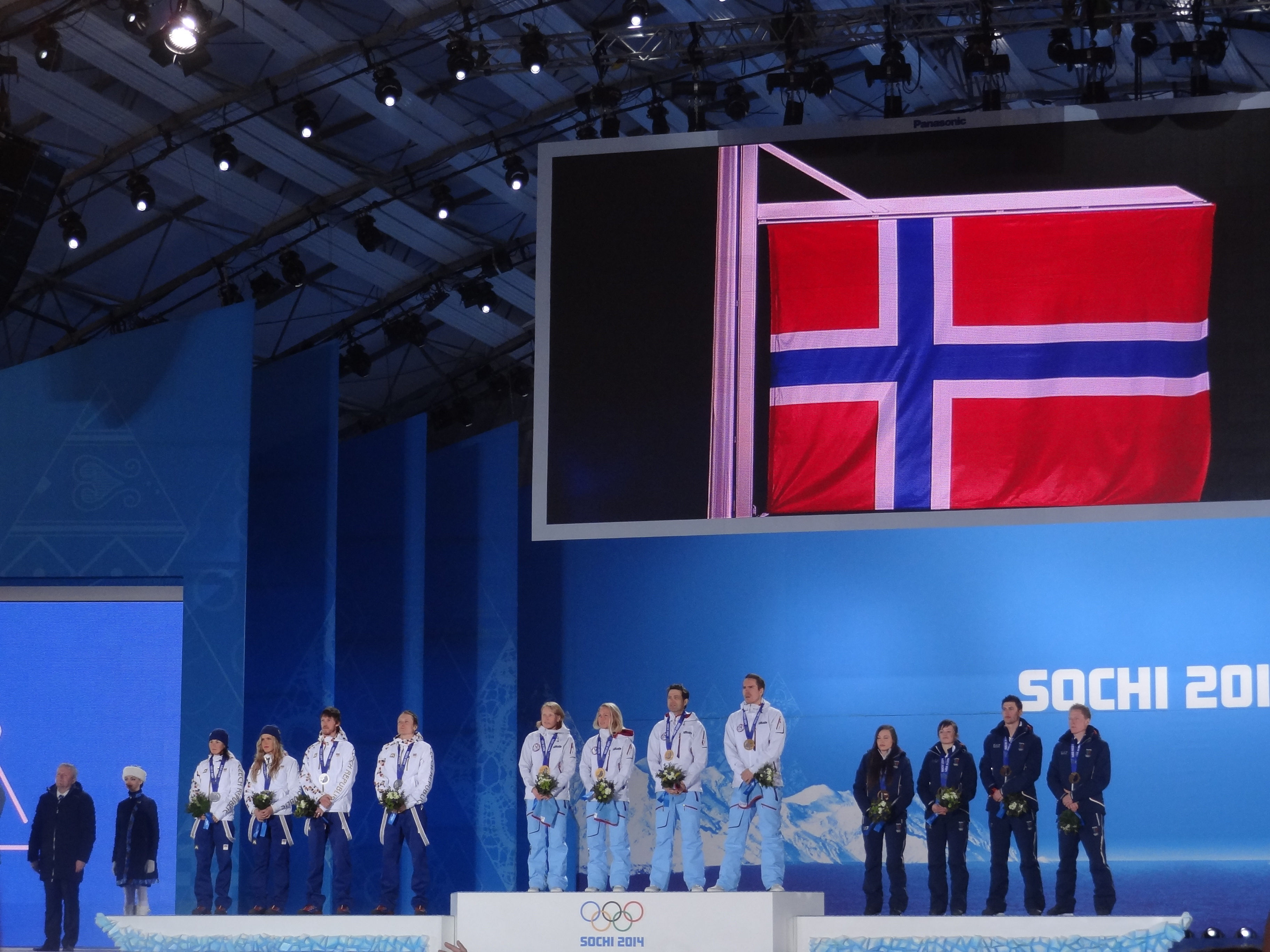
Siegerehrung der Mixedstaffeln bei den Olympischen Winterspielen 2014 in Sotschi

Ergebnisse bei Olympischen Winterspielen:
| Olympische Winterspiele | Olympische Winterspiele | Einzel | Sprint | Verfolgung | Massenstart | Staffel | Mixedstaffel |
| Jahr                    | Ort                     | Einzel | Sprint | Verfolgung | Massenstart | Staffel | Mixedstaffel |
| ----------------------- | ----------------------- | ------ | ------ | ---------- | ----------- | ------- | ------------ |
| 2006                    | Turin                   | –      | –      | –          | 6.          | –       |              |
| 2010                    | Vancouver               | 1.     | 2.     | 8.         | 13.         | 1.      | –            |
| 2014                    | Sotschi                 | 7.     | 9.     | 7.         | 1.          |         | 1.           |
| 2018                    | Pyeongchang             | 10.    | 18.    | 20.        | 3.          | 2.      | 2.           |

### Norwegische Meisterschaften
Emil Hegle Svendsen gewann während seiner aktiven Karriere insgesamt acht Gold-, fünf Silber- und sechs Bronzemedaillen bei Norwegischen Meisterschaften im Biathlon. Konkret waren dies:
- 2007 Folldal: 1 × Gold (Einzel), 1 × Silber (Staffel)
- 2008 Stryn: 2 × Gold (Sprint, Verfolgung), 1 × Bronze (Staffel)
- 2009 Lillehammer: 1 × Silber (Einzel)
- 2010 Simostranda: 1 × Gold (Sprint), 1 × Silber (Massenstart), 1 × Bronze (Staffel)
- 2011 Målselv: 1 × Silber (Einzel), 1 × Bronze (Verfolgung)
- 2012 Trondheim: 1 × Gold (Sprint), 2 × Bronze (Massenstart, Staffel)
- 2013 Dombås: 1 × Gold (Verfolgung), 1 × Bronze (Sprint)
- 2015 Sirdal: 1 × Gold (Staffel)
- 2016 Dombås: 1 × Gold (Staffel)
- 2017 Mo i Rana: 1 × Silber (Staffel)